# 홍리나
홍리나(洪利奈, 1967년 3월 17일~)는 대한민국의 배우이다.

## 학력
- 계성국교 졸업
- 계성여자중학교 졸업
- 계성여자고등학교 졸업
- 수원여전 방송연예학과 전문학사

## 사고
- 1987년 MBC 청소년드라마 《푸른 교실》로 데뷔하여 막 주목을 받고 있던 1988년 말, 교통사고로 활동을 중단한 후 1년만에 KBS 드라마 《가을에 온 손님》으로 복귀하였다.
- 1997년에는 MBC 드라마 《산》을 찍다가 큰 사고를 겪었다.
- 북한산 인수봉에서 암벽에 대롱대롱 매달린 채 줄을 자르는 장면이었다.
- 칼등으로 자르는 시늉만 했어야 하는데 '아차'하는 순간 로프에 칼날이 닿았고 순식간에 30m 아래로 추락하여 발목이 부러지고 척추 등에 중상을 입었다.
- 그 일로 2년여간 치료에 전념했으며[2]  이 과정에서 1998년 4월 말 MBC에 손해배상 10억원을 청구해야[3] 했다.
- 2006년 2월 사업가와 결혼하였다.[4]
- 마지막 작품인 아내의 반란을 끝내고 은퇴를 선언했고 현재 안방극장에 복귀하지 않을 수도 있다.

## 연기 활동

### 드라마
- 1987년 MBC 청소년드라마 《푸른교실》
- 1990년 KBS 아침드라마 《가을에 온 손님》 ... 유치원 교사 역
- 1990년 KBS 주말연속극 《야망의 세월》 ... 정숙 역
- 1991년 KBS 어린이드라마 《무지개 장군들》 ... 동화작가 여선생 역
- 1992년 KBS 목요드라마 《TV 손자병법》  ... 홍세나 역
- 1992년 SBS 미니시리즈 《사랑하는 당신》 ... 이하영 역
- 1992년 KBS 미니시리즈 《남편의 여자》 ... 혜주 역
- 1992년 MBC 미니시리즈 《두 여자》 ... 젊은 오혜정 역
- 1993년 KBS 대하드라마 《일월》 ... 김순애 역
- 1993년 MBC 아침드라마 《자매들》 ... 송정남 역
- 1993년 KBS 미스터리드라마 《금요일의 여인 - 위험한 선택》
- 1994년 MBC 수목드라마 《아들의 여자》 ... 숙향 역
- 1994년 MBC 주간드라마 《종합병원》 ... 내과 레지던트 1년차 안미현 역
- 1995년 KBS 미니시리즈 《또 하나의 시작》 ... 해주 역
- 1996년 KBS 대하드라마 《조광조》 ... 조광조의 부인 이씨 역
- 1996년 MBC 대하드라마 《미망》 ... 큰며느리 손씨 역
- 1997년 SBS 6.25특집극 《설촌별곡》 ... 묘순 역
- 1997년 MBC 미니시리즈 《산》 ... 다희 역
- 1998년 MBC 대하드라마 《대왕의 길》 ... 혜경궁 홍씨 역
- 1999년 KBS 아침드라마 《누나의 거울》 ... 장해미 역
- 2001년 SBS 주말연속극 《그래도 사랑해》 ... 이경화 역
- 2002년 SBS 일일시트콤 《똑바로 살아라》 ... 이리나 역
- 2002년 KBS 대하드라마 《제국의 아침》 ... 문공왕후 역
- 2003년 MBC 대하드라마 《대장금》 ... 최금영 역
- 2004년 SBS 금요드라마 《아내의 반란》 ... 장진애 역

### 영화
- 1992년 《인생이 뭐 객관식 시험인가요》
- 1992년 《나 이제 너를 잊으리》 ... 유영란 역
- 1997년 《아버지》 ... 이소령 역

### 광고
- 1985년 롯데제과 비얀코 - 알프스
- 1985년 농심 너구리 - 내 너구리
- 1986년 서주산업 서주밀 - 체조
- 1986년 농심 새우깡 - 감초
- 1987년 일화 맥콜 - 바로 그 맛
- 1987년 영에이지 심플리트 - 농구
- 1989년 크라운제과 쵸코레티 - 자매
- 1994년 대명산업 - 대명조립식벽돌
- 1994년 한국가스안전공사 - 가스안전사용막음조치

## 수상
- 1991년 KBS 연기대상 여자 신인상
- 1997년 MBC 연기대상 특별상
- 2003년 SBS 연기대상 시트콤 부문 여자 연기상

## 가족 관계
- 배우자 : 배종원 (1964년 ~ )
  - 딸 : 배정원 (2006년 9월 ~ )
- 동생 : 홍리정 (1970년 ~ )